# Evangelický kostel (Horní Krupá)
Evangelický kostel v Horní Krupé v okrese Havlíčkův Brod je komunitním centrem evangelického sboru v Horní Krupé. Budova kostela je památkově chráněna.

## Historie sboru

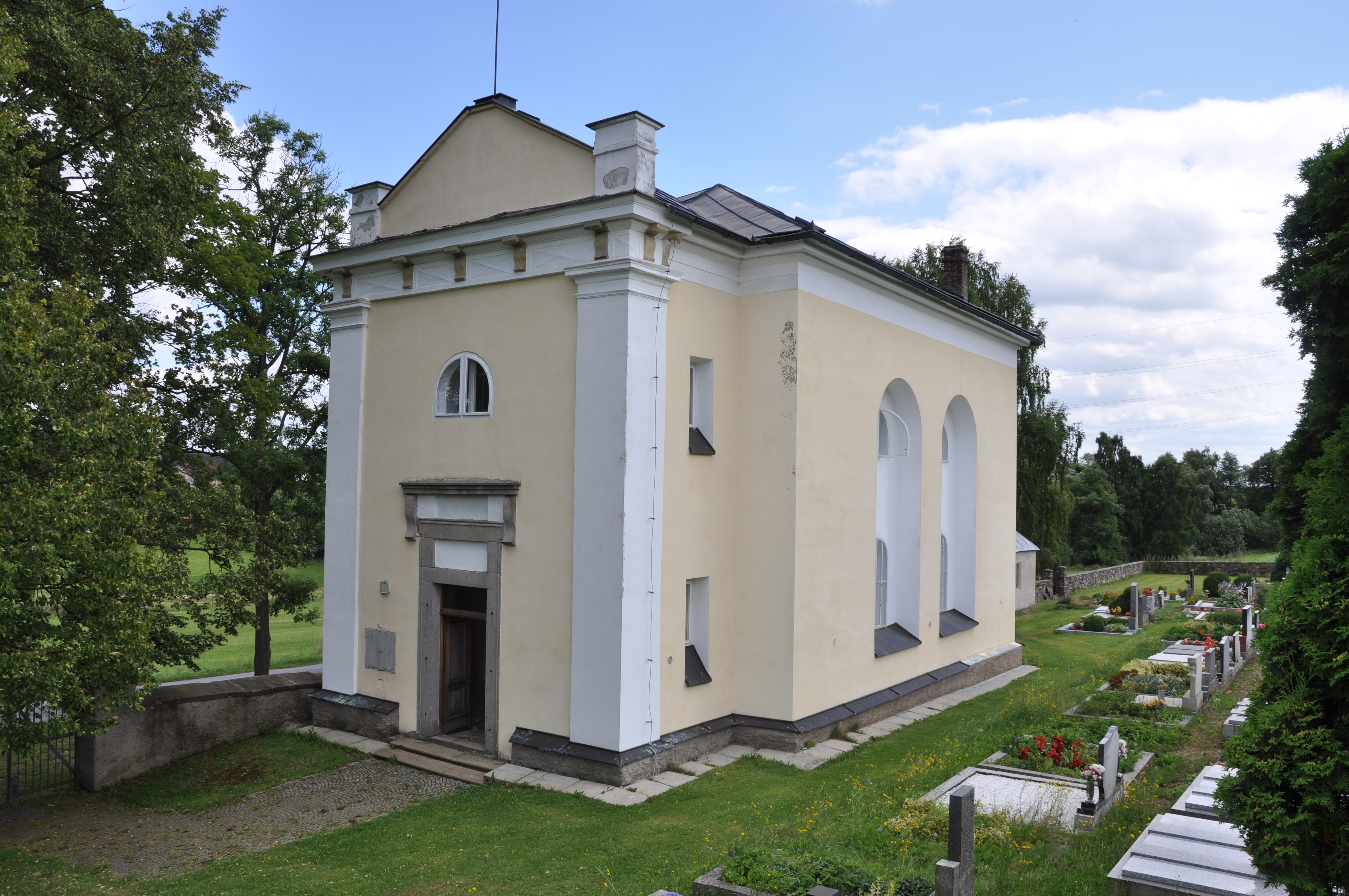
Evangelický kostel Horní Krupá

Po době protireformace zůstalo v obci jen málo tajných nekatolíků. Po vydání tolerančního patentu se k reformovanému vyznání přihlásilo jen padesát rodin, to na ustavení samostatného sboru nestačilo. Všichni se přihlásili ke sboru ve vzdálené Sázavě, v dalších letech nepravidelně byli věřící obstaráváni kazatelem z Nového Města na Moravě nebo Močovic. Od roku 1827 vykonával sázavský kazatel bohoslužby v Horní Krupé každou šestou neděli a každý druhý výroční svátek.
V letech 1791–1824 byl sbor zcela bez kazatele. Bohoslužby se konaly v soukromých staveních, kazatel mezi věřící přišel jen občas. Samostatný sbor byl ustaven v roce 1868. Po vzniku Československa v roce 1918 sbor vstoupil do Českobratrské církve evangelické.
V roce 1847 se začalo se stavbou kostela a za půl roku byla stavba hotova (kostel byl vysvěcen 30. října 1847).

## Architektura
Stavitel Prchal z Hamru vypracoval plán a kostel postavil. Je to novoklasicistní jednolodní stavba s vysokými okny a půlkruhovým záklenkem. V průčelí budovy je portál s trojúhelníkovým štítem. Hlavní loď má plochý strop s postranními emporami. Apsida je sklenuta konchou. Toleranční kostel je bez věže.
Vnitřní zařízení je převážně z 19. století. Varhany a stůl Páně byly pořízeny v roce 1872, nový stůl Páně v roce 1884. Nové varhany jsou z roku 1947. Uvnitř je kamenná podlaha a dvě řady lavic.
Opravy kostela probíhaly v letech 1939, 1966. Poslední v roce 2006–2007 podle návrhu výtvarnice Barbory Veselé).
Vnější dispozice zůstala nedotčena.

## Hřbitov
Hřbitov byl vybudován kolem kostela v roce 1872, opravován byl počátkem 50. let 20. století.

## Evangelická škola
Škola byla zřízena v roce 1868 v chalupě v blízkosti kostela. Časem velmi zchátrala a bylo ji odňato právo veřejnosti, získala je znovu teprve po opravě v roce 1881. V roce 1888 škola vyhořela, byla obnovena v roce 1889 v nové budově postavené za 12 000 korun.
Škola byla jednotřídní a fungovala až do konce dvacátých let 20. století. Byla nejdéle fungující evangelickou školou, vyučování skončilo a právo veřejnosti jí bylo odňato v roce 1930, protože ve škole učil učitel bez potřebné kvalifikace. Od roku 1957 budova školy sloužila pro zimní bohoslužby. Od roku 2008 je komunitním centrem evangelického sboru a školského zařízení pro ekologickou a environmentální výchovu v kraji Vysočina SEM Slunečnice a Chaloupky.

## Fara
Evangelická fara byla vybudována po osamostatnění sboru v letech 1870-1871. Byla přestavena v roce 1930, opravována v letech 1948 a 1965, znovu po roce 1989, kdy dostala novou střechu a byla i plynofikována.

## Památková hodnota
Toleranční modlitebna bez věže má neobvykle bohaté tvarosloví. Byla postavena dlouho po vydání tolerančního patentu a v souladu s ním byla postavena na kraji obce s okolním hřbitovem. Okolo je zeleň, u vchodu je studánka.